# Melanagromyza montana
Melanagromyza montana este o specie de muște din genul Melanagromyza, familia Agromyzidae, descrisă de Spencer în anul 1965. Conform Catalogue of Life specia Melanagromyza montana nu are subspecii cunoscute.